# 1509 Operación Victoria
1509 Operación Victoria es un documental peruano que narra por primera vez, la verdadera historia detrás de la captura del líder del PCP Sendero Luminoso, Abimael Guzmán Reynoso por parte de los integrantes del Grupo Especial de Inteligencia (GEIN). El documental dirigido y escrito por la directora peruana Judith Vélez, tuvo su estreno como parte de la Selección Oficial Documental en el Festival de Cine de Lima PUCP 2011.
Adquirido por Discovery Channel, se emitió en 2012 para conmemorar el 20.º aniversario de la captura. Producido en 2010 por Bliss Producciones, el documental incluye la participación de oficiales del GEIN, como el coronel (RE) Benedicto Jiménez y el general (RE) Marco Miyashiro, así como los agentes PNP (RE) Ana Cecilia Garzón, alias “Gaviota” , y el coronel PNP Julio Becerra, alias “Ardilla”, quienes intervinieron en la casa donde se escondía Guzmán. También presenta dramatizaciones sobre la época.

## Sinopsis
Un puñado de jóvenes oficiales de la policía bajo el mando  del Cmdte. PNP Benedicto Jiménez,  asumió la difícil tarea de capturar al líder del grupo terrorista PCP Sendero Luminoso, Abimael Guzmán. Influenciado por la ideología  de Marx, Lenin y Mao, Guzman, propició la creación de una máquina de muerte y destrucción para la conquista del poder.  El Grupo Especial de Inteligencia (GEIN) logró, en 29 meses, lo que no se había conseguido en 10 años de conflicto: desentrañar el aparato partidario, entender su modus operandi y finalmente localizar las residencias donde se ocultaba Guzmán, ubicadas en barrios residenciales de Lima. A través de entrevistas inéditas y dramatizaciones impactantes, el documental narra una historia vibrante y reveladora sobre uno de los episodios más oscuros del siglo XX en Perú.

## Festivales
| Año  | Lugar                                                     | País   |
| ---- | --------------------------------------------------------- | ------ |
| 2014 | Casa de las Américas                                      | España |
| 2013 | Peru Fest./Festival of New Peruvian Films / Cine & Memory | Perú   |
| 2011 | Festival Iberoamericano de Huelva                         | España |
| 2011 | Festival de Cine de Lima                                  | Perú   |